# Кросби-Гаррет
Кросби-Гаррет (англ. Crosby Garrett) — деревня и приход (округ) в Великобритании, район Иден, графство Камбрия, Англия. По переписи 2001 года в деревне проживает 112 человек. В деревне находится церковь святого Андрея в англосаксонском стиле с элементами XII—XV века постройки.

## Описание

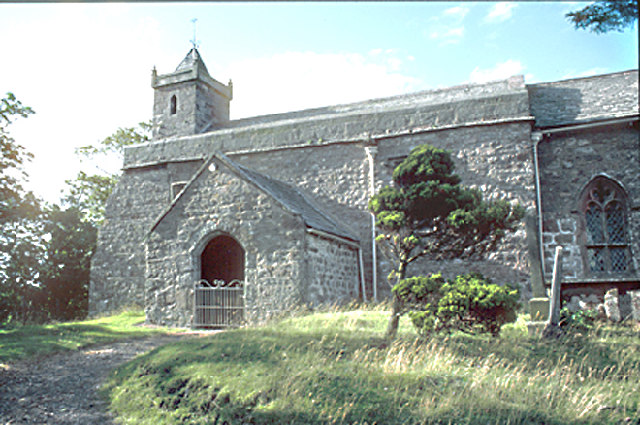
Церковь святого Андрея

В округе находится единственное поселение Кросби-Гаррет. Деревня окружена холмами самый высокий из которых Nettle Hill высотой 382 метра над уровнем моря.
Через округ проходит карлайская железная дорога ведущая в столицу Камбрии город Карлайл, в 100 метрах от деревни находится виадук по которому проходят поезда. В деревне ранее была железнодорожная станция, но она закрылась в 1950-х годах.
В приходской церкви святого Андрея находится англосаксонский алтарь предположительно XII века. Также в деревне расположены ряд исторических построек относящихся к XVII—XVIII векам.

## Шлем Кросби-Гаррет
Деревня и приход получили известность после сообщений СМИ о находке вблизи деревни древнеримского церемониального кавалерийского шлема который получил название по месту находки — шлем Кросби-Гаррет. Шлем был найден при помощи металлодетектора. 7 октября 2010 года, при эстимейте в £200 000, был продан за более чем 2 млн фунтов стерлингов на аукционе Кристис.